# 拉斐尔 (忍者神龟)
拉斐爾（英語：Raphael）或簡稱拉斐（英語：Raph）是一名虛構人物和漫畫《忍者龜》的四位主角之一。
在幻影／圖像漫畫中所有四隻龜都是戴着红眼罩的，但他與他的兄弟在其它版本中則不同，他是唯一一個戴紅色眼罩的。拉斐爾有著雙筆架叉來作為他的主要武器，儘管從歷史觀點來說，筆架叉這種武器從來不會被忍者所使用，筆架叉是一件起源於沖繩群島上由沖繩古武術所演變而來的武器。（在《下一個突變》系列中，他的筆架叉結合在一起，使之成為一個單一武器。）他通常是神龜四兄弟裡最有可能經歷極端情感的角色，並且通常被描繪成具有一定的攻擊性、陰沉和反叛。拉斐爾的憤怒的起源並不總是充分的過度探討，但他被設定為一個極度孤獨且憤世嫉俗的角色。他也與他的哥哥李奧納多之間保持著一種狂暴的關係，因為他哥是兄弟的領導人。他的命名是源自於16世纪義大利著名畫家拉斐爾·聖齊奧。於IGN的2011年前100名漫畫英雄中拉斐爾名列23位。

## 媒體

### 電視劇
- 《忍者龜》：1987年系列動畫。從第一季至第九季皆由羅布·保爾森配音，1989年時改為索姆·平托，1993年改為哈爾·雷亞爾，最後一季為麥可·高夫。
- 《忍者龜：下一次突變》：自1997年至1998年的短命劇集。由麥特·希爾配音。
- 《忍者龜》：2003年系列動畫。由格雷格·艾比配音。
- 《永遠的忍者龜》：2009年電視電影，2003年動畫的延伸物。由賽巴斯汀·阿賽勒斯配音。
- 《忍者龜》：2012年系列動畫。由西恩·艾斯汀配音[5]。

### 電影

#### 三部曲（1990-1993）
- 《忍者龜》：1990年真人電影。由喬許·派斯飾演。
- 《忍者龜2》：1991年真人電影。由肯恩·托羅姆飾演，勞里·法索配音。
- 《忍者龜3：時空武士》：1993年真人電影。由麥特·希爾飾演。

#### CGI電影（2007）
- 《忍者龜：炫風再起》：2007年動畫電影。由諾蘭·諾斯配音。

#### 真人电影重啟（2014-2016）
- 《忍者龜：變種世代》：2014年真人電影。由艾倫·瑞奇森飾演[6][7][8]。
- 《忍者龜：破影而出》：2016年真人電影。同由艾倫·瑞奇森飾演。

#### 动画电影重启（2023）
- 《忍者龜：變種大亂鬥》：2023年动画电影。由布雷迪·努恩（英语：Brady Noon）声演。

## 外部連結
- 忍者神龟官方网站上的拉斐尔剖面解析 （页面存档备份，存于）